# Noyelles-en-Chaussée

Noyelles-en-Chaussée este o comună în departamentul Somme, Franța. În 1 ianuarie 2022 avea o populație de 243 de locuitori.